# Soundgarden-diszkográfia
A Soundgarden nevű amerikai rockegyüttes diszkográfiája 6 stúdióalbumot, egy koncertalbumot, 4 válogatásalbumot, 7 EP-t, 26 kislemezt, és 22 videófilmet tartalmaz.

## Albumok

### Stúdióalbumok
| Információk az albumról | Információk az albumról | Információk az albumról |
| --- | --- | ----------------------- |
| Ultramega OK - Stúdióalbum - Megjelent: 1988. november - Kiadó: SST Records - Eladások világszerte: több, mint 200,000                           | Megjelentetett kislemezek - "Flower" |                         |
| Louder Than Love - Stúdióalbum - Megjelent: 1989. szeptember 5. - Kiadó: A&M Records - Eladások világszerte: több, mint 400,000 (2007 júliusáig) | Megjelentetett kislemezek - "Loud Love" - "Hands All Over"                                                                                |                         |
| Badmotorfinger - Stúdióalbum - Megjelent: 1991. október 8. - Kiadó: A&M Records - Eladások világszerte: több, mint 2 900 000 (2007 júliusáig)    | Megjelentetett kislemezek - "Room a Thousand Years Wide" - "Jesus Christ Pose" - "Outshined" - "Rusty Cage"                               |                         |
| Superunknown - Stúdióalbum - Megjelent: 1994. március 8. - Kiadó: A&M Records - Eladások világszerte: több, mint 7 000 000 (2007 júliusáig)      | Megjelentetett kislemezek - "Spoonman" - "The Day I Tried to Live" - "Black Hole Sun" - "My Wave" - "Fell on Black Days" - "Superunknown" |                         |
| Down on the Upside - Stúdióalbum - Megjelent: 1996. május 21. - Kiadó: A&M Records - Eladások világszerte: több, mint 2 200 000 (2007 júliusáig) | Megjelentetett kislemezek - "Pretty Noose" - "Burden in My Hand" - "Blow Up the Outside World" - "Ty Cobb"                                |                         |
| King Animal - Stúdióalbum - Megjelent: 2012. november 13. - Kiadó: Seven Four Entertainment Records/Republic Records                             | Megjelentetett kislemezek - "Been Away Too Long" - "By Crooked Steps"                                                                     |                         |

### Válogatásalbumok
| Információk az albumról | Információk az albumról                                       | Információk az albumról |
| --- | ------------------------------------------------------------- | ----------------------- |
| Screaming Life/Fopp - EP válogatás - Megjelent: 1990. november - Kiadó: Sub Pop - Eladások világszerte: N/A                 | Megjelentetett kislemezek - "Hunted Down"                     |                         |
| A-Sides - kislemez válogatás - Megjelent: 1997. november 4. - Kiadó: A&M Records - Eladások világszerte: több, mint 700,000 | Megjelentetett kislemezek - "Bleed Together"                  |                         |
| Telephantasm - kislemez válogatás - Megjelent: 2010. szeptember 28. - Kiadó: A&M Records                                    | Megjelentetett kislemezek - "Black Rain" - "The Telephantasm" |                         |
| The Classic Album Selection - Box set - Megjelent: 2012. május 21. - Kiadó: A&M Records                                     | Megjelentetett kislemezek - "Live To Rise"                    |                         |

## EP-k
- Screaming Life (Sub Pop Records, 1987).
- Fopp (Sub Pop Records, 1988).
- Flower (SST Records, 1989).
- Loudest Love (A&M Records, 1990).
- Satanoscillatemymetallicsonatas (SOMMS) (A&M Records, 1992).
- Songs from the Superunknown (A&M Records, 1995).
- Before the Doors: Live on I-5 Soundcheck (A&M Records, 2011).
- King Animal Demos (Republic Records, 2013).

## Kislemezek
| Év   | Szám                         | Mainstream Rock (USA) | Modern Rock (USA) | Top 40 Mainstream (USA) | Singles Chart (Nagy-Britannia) | Album                 |
| ---- | ---------------------------- | --------------------- | ----------------- | ----------------------- | ------------------------------ | --------------------- |
| 1987 | "Hunted Down"                | -                     | -                 | -                       | -                              | Screaming Life        |
| 1989 | "Flower"                     | -                     | -                 | -                       | -                              | Ultramega OK          |
| 1989 | "Loud Love"                  | -                     | -                 | -                       | 87                             | Louder Than Love      |
| 1989 | "Hands All Over"             | -                     | -                 | -                       | 82                             | Louder Than Love      |
| 1989 | "Get on the Snake"           | -                     | -                 | -                       | -                              | Louder Than Love      |
| 1990 | "Room a Thousand Years Wide" | -                     | -                 | -                       | -                              | Badmotorfinger        |
| 1991 | "Jesus Christ Pose"          | -                     | -                 | -                       | 30                             | Badmotorfinger        |
| 1991 | "Outshined"                  | -                     | -                 | -                       | 50                             | Badmotorfinger        |
| 1992 | "Rusty Cage"                 | -                     | -                 | -                       | 41                             | Badmotorfinger        |
| 1993 | "Spoonman"                   | 3                     | 9                 | -                       | 20                             | Superunknown          |
| 1994 | "The Day I Tried to Live"    | 13                    | 25                | -                       | 42                             | Superunknown          |
| 1994 | "Black Hole Sun"             | 1 (7 hétig)           | 2                 | 9                       | 12                             | Superunknown          |
| 1994 | "My Wave"                    | 11                    | 18                | -                       | -                              | Superunknown          |
| 1994 | "Fell on Black Days"         | 4                     | 13                | -                       | 24                             | Superunknown          |
| 1994 | "Cold Bitch"                 | -                     | -                 | -                       | -                              | Nem szerepelt lemezen |
| 1996 | "Pretty Noose"               | 4                     | 2                 | -                       | 14                             | Down on the Upside    |
| 1996 | "Burden in My Hand"          | 1 (5 hétig)           | 2                 | -                       | 33                             | Down on the Upside    |
| 1996 | "Blow Up the Outside World]" | 1 (4 hétig)           | 8                 | -                       | 40                             | Down on the Upside    |
| 1997 | "Ty Cobb"                    | -                     | -                 | -                       | -                              | Down on the Upside    |
| 1997 | "Rhinosaur"                  | 19                    | -                 | -                       | -                              | Down on the Upside    |
| 1997 | "Bleed Together"             | 13                    | 32                | -                       | -                              | A-Sides               |
| 2010 | "Black Rain"                 | 10                    | 20                | -                       | 109                            | Telephantasm          |
| 2010 | "The Telephantasm"           | -                     | -                 | -                       | -                              | Telephantasm          |
| 2012 | "Live to Rise"               | 1                     | 12                | -                       | -                              | Avengers Assemble     |
| 2012 | "Been Away Too Long"         | 1                     | 16                | -                       | -                              | King Animal           |
| 2013 | "By Crooked Steps"           | 1                     | -                 | -                       | -                              | King Animal           |

## Videográfia

### Home videók
- Louder Than Live (A&M Records, 1990).
- Motorvision (A&M Records, 1992).

### Videóklipek
| Év   | Cím                         | Rendező(k)        | Album              |
| ---- | --------------------------- | ----------------- | ------------------ |
| 1988 | "Flower"                    | Mark Miremont     | Ultramega OK       |
| 1989 | "Loud Love"                 | Kevin Kerslake    | Louder Than Love   |
| 1990 | "Hands All Over"            | Kevin Kerslake    | Louder Than Love   |
| 1991 | "Jesus Christ Pose"         | Eric Zimmerman    | Badmotorfinger     |
| 1991 | "Outshined (1. verzió)"     | Matt Mahurin      | Badmotorfinger     |
| 1991 | "Outshined (2. verzió)"     | Kevin Kerslake    | Badmotorfinger     |
| 1992 | "Rusty Cage"                | Eric Zimmerman    | Badmotorfinger     |
| 1994 | "Spoonman"                  | Jeffrey Plansker  | Superunknown       |
| 1994 | "My Wave"                   | Henry Shepherd    | Superunknown       |
| 1994 | "The Day I Tried to Live"   | Matt Mahurin      | Superunknown       |
| 1994 | "Black Hole Sun"            | Howard Greenhalgh | Superunknown       |
| 1994 | "Fell on Black Days"        | Jack Scott        | Superunknown       |
| 1996 | "Pretty Noose (1. verzió)"  | Frank Kozik       | Down on the Upside |
| 1996 | "Pretty Noose (2. verzió)"  | Henry Shepherd    | Down on the Upside |
| 1996 | "Burden In My Hand"         | Jack Scott        | Down on the Upside |
| 1996 | "Blow Up the Outside World" | Gerald Casale     | Down on the Upside |
| 2006 | "Superunknown"              | Numillenia        | Superunknown       |
| 2010 | "Get on the Snake"          | N/A               | Louder Than Love   |
| 2010 | "Black Rain"                | Brendon Small     | Telephantasm       |
| 2012 | "Live to Rise"              | Robert Hales      | Avengers Assemble  |
| 2012 | "Been Away Too Long"        | Josh Graham       | King Animal        |
| 2013 | "By Crooked Steps"          | Dave Grohl        | King Animal        |

### Egyéb
- "Heretic," "Tears to Forget," All Your Lies" megjelent a Deep Six válogatáslemezen (C/Z Records, 1986).
- "Sub Pop Rock City" megjelent a Sub Pop 200 válogatáslemezen (Sub Pop Records, 1988).
- "All Your Lies" és "Head Injury" megjelent a Program: Annihilator II válogatáslemezen (SST Records, 1989).
- "Hunted Down" és "Nothing to Say" megjelent a Fuck Me I'm Rich promo-válogatáslemezen (Waterfront/Sub Pop Records, 1990).
- "Get on the Snake" megjelent a Lost Angels filmzenén (A&M Records, 1990).
- "Heretic" megjelent a Pump Up the Volume filmzenén (MCA Records, 1990).
- "Fresh Deadly Roses" megjelent a Pave The Earth promo-válogatáslemezen (A&M Records, 1990).
- "Birth Ritual" megjelent a Singles filmzenén (Epic Records, 1992).
- "Outshined" megjelent a True Romance filmzenén (Morgan Creek, 1993).
- "Show Me" megjelent a No Alternative válogatáslemezen (Arista Records, 1993)
- "H.I.V. Baby" megjelent a Born to Choose válogatáslemezen (Rykodisc Records, 1993)
- "New Damage" (Brian May-el a Queen-ből) megjelent az Alternative NRG válogatáslemezen (Hollywood Records, 1994)
- "Jesus Christ Pose" megjelent S.F.W. filmzenén (A&M Records, 1994).
- "Blind Dogs" megjelent a The Basketball Diaries filmzenén (Island Records, 1995).
- "Kyle Petty (Son of Richard)" megjelent a Home Alive: The Art of Self-Defense válogatáslemezen (Epic Records, 1996).
- "My Wave"megjelent a Music for Our Mother Ocean válogatáslemezen (Surfdog/Interscope Records, 1996).
- "Nothing to Say" megjelent a Hype! filmzenén (Sub Pop Records, 1996).
- "Live to Rise" megjelent a Bosszúállók (film, 2012) filmzenén (Hollywood Records/Marvel Music, 2012).